# Кастор (фрегат, 1807)
Ка́стор — первый парусный фрегат одноимённой серии (тип «Кастор») из двух единиц Российского Императорского флота. Строитель Г. С. Исаков. Спущен на воду в 1807 году в Лодейнопольской верфи и вошёл в состав Балтийского флота. Вторым кораблём в этой серии был фрегат «Поллукс», спущенный на воду в том же году.

## Основные характеристики
- Длина по верхней палубе = 39,7 м;
- Ширина по мидель-шпангоуту = 10 м;
- Осадка = 5,18 м;
- Арт. вооружение = 36 орудий;
- Экипаж = 232 человека.

## Служба
В 1807 году перешёл из Лодейного Поля в Кронштадт. В ходе войны со Швецией в 1808 году крейсировал в Финском и Ботническом заливах. В мае 1809 года вышел с эскадрой на Кронштадтский рейд для обороны острова Котлин с моря, занял позицию на Северном фарватере.
С началом Отечественной войны в июне 1812 года доставил из Кронштадта в Пиллау французского посла Лористона. В октябре того же года вышел из Кронштадта с русским послом в Англии графом Х. А. Ливеном на борту. 21 ноября в Готенбурге присоединился к эскадре вице-адмирала Р. В. Кроуна и 29 ноября вместе с ней прибыл в Ширнесс. До 1813 года находился в Англии, выходя в составе отрядов в крейсерство в Северное море в ходе войны с Францией, затем вернулся с эскадрой в Кронштадт. Разобран в 1817 в Кронштадте.

## Командиры
Командирами фрегата «Кастор» служили:
- И. К. Сеченов (1808);
- М. А. Бутрюмов (1809);
- Д. Я. Нестеров (1812—1813).

## Известные люди, служившие на корабле
- В. А. Сарычев (1812—1813).